# Свобода, Карл

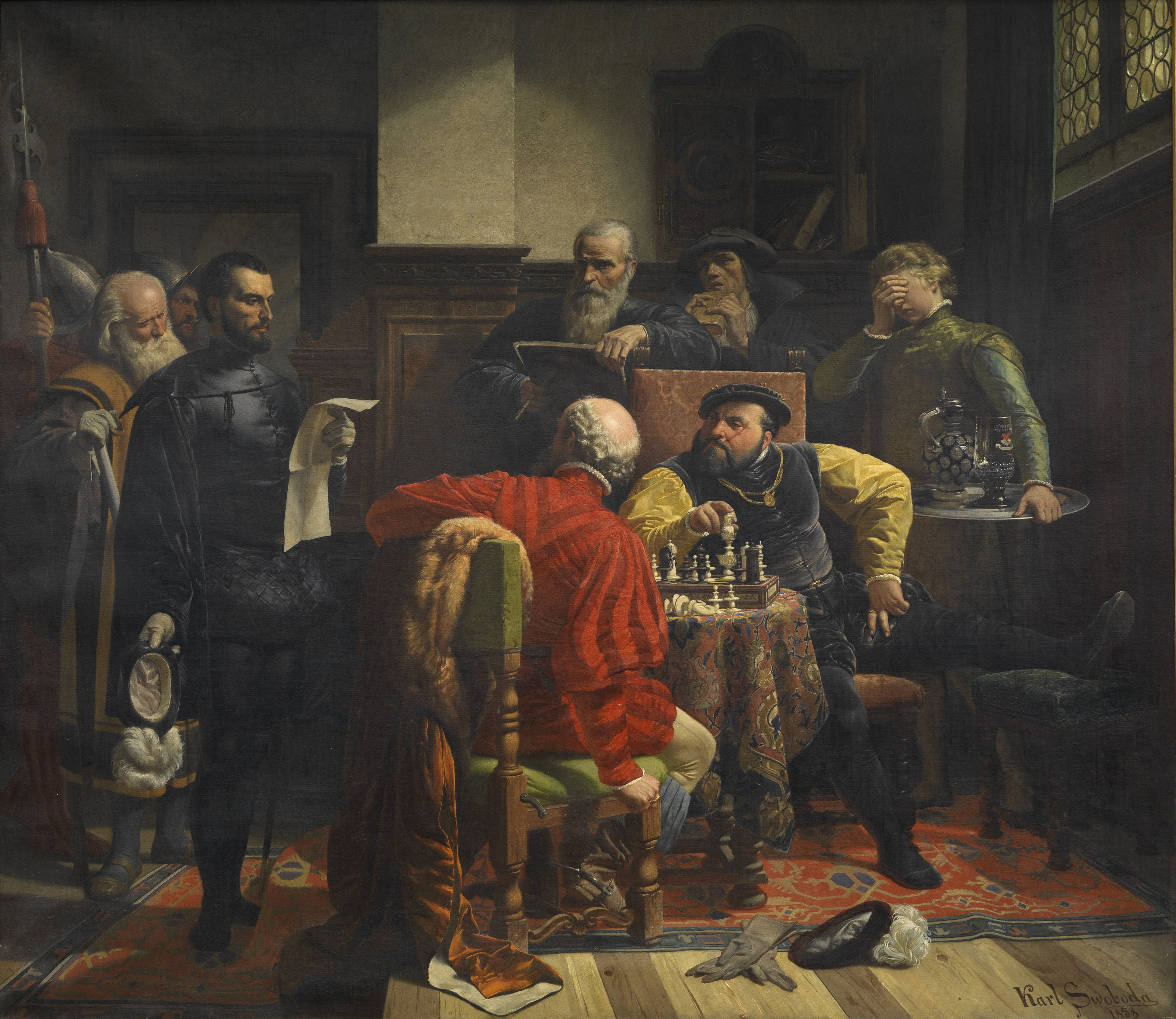
«Оглашение смертного приговора курфюрсту Иоганну Фридриху Саксонскому (1503—1554) в 1547 году» или «Ян Фридрих в темнице»

Карл (Карел) Сво́бода (чеш. Karel Svoboda, нем. Karl Svoboda; 14 июня 1824, Планице, Австрийская империя (ныне Пльзенского края Чешской Республики — 13 сентября 1870, Вена) — чешский живописец исторического жанра с элементами немецкого романтизма.

## Биография
Рано осиротел и воспитывался в семье дяди, который был профессором в гимназии. Карел изучал философию и рисование под его руководством. Рисунки Карла случайно увидел князь Ф. Тун и был ими очарован. В 1842 он помог Свободе поступить в Пражскую академию изобразительных искусств. Уже в годы учебы работы молодого художника вызывали восторг у публики.
В 1848 известный хорватский поэт и просветитель Людевит Гай пригласил К. Свободу в Загреб, где он кроме живописи занимался иллюстрированием книг по иллиризму. Карел женился на дочери композитора Алоиса Йелена и в 1851 году переехал в Вену. Он также работал учителем по рисованию в гимназии.
Участник первой международной выставки в Вене в 1869 году.
Его жена умерла в 1868 году, а два года спустя он умер от сердечного приступа.
В конце XIX — начале XX века на страницах «Энциклопедического словаря Брокгауза и Ефрона» наиболее удачными произведениями этого художника были названы:
- «Смерть короля Вацлава IV»,
- «Белогорская битва»,
- «Палестрина»,
- «Коронация Вратислава, первого чешского короля»,
- «Въезд императора Максимилиана I в Гент»,
- «Ян Фридрих в темнице» или «Оглашение смертного приговора курфюрсту Иоганну Фридриху Саксонскому (1503—1554) в 1547 году».

## См. также

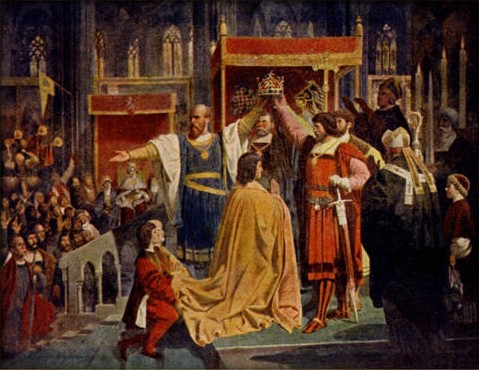
Коронация Альбрехта II на чешский престол

## Источник
- Свобода, Карл // Энциклопедический словарь Брокгауза и Ефрона : в 86 т. (82 т. и 4 доп.). — СПб., 1890—1907.